# Vittorio Zincone
Vittorio Zincone (Sora, 30 aprile 1911 – Roma, 10 marzo 1968) è stato un giornalista e politico italiano.
Fu un esponente di spicco del Partito Liberale Italiano.

## Biografia
Durante gli studi universitari, in qualità di membro del PNF, fu iscritto ai GUF e partecipò ai Littoriali della cultura e dell'arte del 1935, con un saggio sul «Salario corporativo», vincendo il primo premio. Si laureò in giurisprudenza e in scienze politiche.
Iniziata l'attività politica come consigliere comunale di Roma per il PLI, dal 1963 al 1968 fu deputato per lo stesso partito. Negli anni cinquanta e sessanta fu membro degli organi direttivi del partito, all'interno dei quali si schierò tendenzialmente a destra.
Fu condirettore del quotidiano romano Risorgimento Liberale, direttore del Resto del Carlino di Bologna e vice direttore del Tempo (Roma). Dal 1958 fu anche presidente dell'Associazione Stampa Romana.
Era padre del giornalista e scrittore Giuliano Zincone.

## Opere
- Ragionamenti sulla politica dei prezzi, 1940.
- Lo Stato totalitario, 1947 (rist. 1999).